# 三重県指定伝統工芸品
三重県指定伝統工芸品とは、三重県が指定する伝統的工芸品である。

## 三重県指定伝統工芸品の一覧[1]
- 桑名盆（かぶら盆）
- 桑名鋳物
- 桑名箪笥
- 桑名刃物
- 桑名萬古焼
- 多度の弾き猿
- 和太鼓
- 地張り提灯
- 日永うちわ
- 四日市の提灯
- 関の桶
- 高田仏壇
- 阿漕焼
- 伊勢木綿
- 深野紙
- 松阪の猿はじき
- 松阪萬古焼
- 松阪木綿
- なすび団扇
- 竹細工
- 擬革紙
- 伊勢一刀彫
- 伊勢春慶
- 伊勢の神殿
- 伊勢の提灯
- 伊勢玩具
- 伊勢の根付
- 伊勢紙
- 火縄
- 尾鷲わっぱ
- 那智黒石
- 市木木綿
- 熊野花火
- 伊勢神宮宝物（式年遷宮毎に製作）太刀など17種類
- 和釘